# Cop, amb la llei o sense
Cop, amb la llei o sense (títol original: Cop) és una pel·lícula estatunidenca dirigida per James B. Harris adaptació de la novel·la de James Ellroy, estrenada l'any 1988. Ha estat doblada al català.

## Argument
Lloyd Hopkins (Woods), un detectiu solitari, sospita que una última onada de crims es deu a una mateixa persona, un assassí en sèrie. Decideix caçar-lo qualsevol preu, i això que la seva vida familiar s'erosiona i que els seus companys de feina comencen a donar-li l'esquena.

## Repartiment
- James Woods: Lloyd Hopkins
- Lesley Ann Warren: Kathleen McCarthy
- Charles Durning: Dutch Peltz
- Charles Haid: Delbert 'Whitey' Odis
- Raymond J. Barry: El Capità Fred Gaffney
- Randi Brooks: Joanie Pratt
- Annie McEnroe: Amy Cranfield
- Rick Marotta: Wilson
- Helen Page Camp: Estelle Peltz